# WOTA
WOTA株式会社（ウォータ、英語: WOTA CORP.）は、AIとIoTを活用した「小規模分散型水循環システム」および「水処理自律制御システム」を開発、提供する日本のスタートアップ企業である。災害時やインフラ未整備地域といった水道が利用困難な状況でも、排水を再生して安全な水を繰り返し利用できる技術を特徴とし、世界的な水問題の構造的解決を目標に掲げる。
ポータブル水再生プラント「WOTA BOX」や、水循環型手洗いスタンド「WOSH」などの製品を通じて、災害支援や公衆衛生分野に貢献している。将来的には、各家庭が既存の水道インフラに依存しない「小規模分散型水循環社会」の実現をビジョンとして掲げている。これらの取り組みは国内外で評価されており、2020年度には「WOTA BOX」がグッドデザイン大賞（内閣総理大臣賞）を受賞。2021年には、英国のウィリアム王子が創設した環境賞「アースショット賞」において、日本から唯一ファイナリストに選出された。

## 理念・ビジョン
WOTAは、パーパス（存在意義）として「水問題を構造からとらえ、解決に挑む。」を掲げ、その理念を「人と水の、あらゆる制約をなくす」という言葉で表現している。これは、水不足や水質汚染といった個別事象への対処に留まらず、その根本原因である現代社会の水インフラのあり方自体に変革をもたらすという姿勢を示すものである。同社は「Water Freedom for Everyone, Everywhere（すべての人に、あらゆる場所で、水の自由を）」というビジョンを掲げ、人々を地理的・経済的な制約から解放し、持続可能な暮らしの実現を目的とする。
その中心コンセプトが「小規模分散型水循環社会」である。これは、20世紀に主流であったダム、大規模浄水場、広範な水道網に依存する「大規模集中型」の水インフラに対し、より柔軟で個人に最適化された「小規模分散型」システムを補完または代替するものとして構想されている。家庭や施設単位で排水をその場で再生・循環利用するシステムを普及させることで、大規模インフラの維持が困難な過疎地域、災害でインフラが寸断された被災地、インフラ整備が追いつかない開発途上国など、多様な水問題への対応を目指す。将来的には、水以外の資源の有限性解消にも取り組むことを視野に入れている。

## 沿革

### 創業から模索期 (- 2018年)
代表取締役CEOの前田瑶介は1992年に徳島県で生まれた。幼少期から生物学に関心を持ち、高校時代には水処理の研究を行った。中学生の時にアメリカへ留学し、研究者が環境問題に取り組む姿に影響を受けたという。2011年、東京大学進学のために上京した直後に東日本大震災を経験し、中央集権的な大規模水道インフラの脆弱性を目の当たりにしたことが、のちの事業構想の原点となった。大学では建築学科で都市インフラを、大学院では給排水衛生設備を研究する傍ら、外部でセンサーや制御システムの開発にも従事した。
WOTA株式会社は2014年10月24日に設立された。創業当初は製品開発に苦心したが、2016年4月の熊本地震では、開発中であったポータブル水再生プラントの試作機を被災地に持ち込み、支援活動を行った。

### 西日本豪雨と事業の本格化 (2018年 -)
2018年7月に発生した平成30年7月豪雨（西日本豪雨）が、同社にとっての転機となった。代表の前田は被災地の岡山県倉敷市で、断水により入浴できない避難者の状況を見てプロトタイプ機によるシャワー提供を実施。この経験を通じて、災害時のような困難な状況でこそ自社の技術が貢献できると確信し、事業の方向性を明確にした。
災害現場での経験を元に製品改良を重ね、2019年11月にポータブル水再生プラント「WOTA BOX」の販売を開始した。この製品は、2018年の北海道胆振東部地震や2019年の令和元年東日本台風（台風19号）など、その後の災害現場で活用された。2020年には、新型コロナウイルス感染症のパンデミックを背景に、水道不要の手洗いスタンド「WOSH」を開発・発売。同年、「WOTA BOX」がグッドデザイン大賞を受賞し、デザインと社会課題解決への貢献が評価された。2021年9月には、アースショット賞のファイナリストに選出され、国際的な注目を集めた。
2022年11月、日本政策投資銀行（DBJ）をリード投資家としてシリーズBラウンドの資金調達を開始。2023年6月には、国内外の事業会社や金融機関、個人投資家など計31者からの出資を受け、同ラウンドの資金調達を完了したと発表。
2024年1月に発生した能登半島地震では、日本財団などと連携し、断水が続く被災地に「WOTA BOX」と「WOSH」を展開する大規模な支援活動を実施した。同社の発表によれば、1月中に「WOTA BOX」約100台と「WOSH」約200台を能登半島の6市町に設置した。

## 技術と目標
WOTAのコア技術は、従来の大規模プラントで用いられてきた水処理技術を、人工知能（AI）とモノのインターネット（IoT）を用いて自律制御可能にした点にある。これにより、システムの小型化と運用の自動化、および運用コストの低減を実現している。
具体的には、活性炭や逆浸透膜（RO膜）を含む複数のフィルターと、紫外線（UV）照射や塩素系薬剤による消毒を組み合わせ、排水の98%以上を再生処理する。装置内に搭載された複数の独自センサーが水質をリアルタイムで監視し、そのデータを基にAIがフィルターの選択や運転状況をアルゴリズムによって自律的に最適化することで、専門的な知識がなくても安定した水質が維持される仕組みである。全国に設置された製品の稼働データはクラウドサーバーに集約され、AIアルゴリズムの継続的な改善に利用される。
この技術により、水再生コストは従来技術の15分の1程度にまで低減されており、同社は2026年までに水道よりも低コストな処理技術の確立を、さらに2030年には水道を代替する社会インフラとなることを目標に掲げている。

## 製品

### WOTA BOX
「WOTA BOX（ウォータ・ボックス）」は、水道のない場所での水利用を可能にする可搬型の水再生プラントである。生活排水の98%以上を再生し、循環利用することが可能で、100リットルの初期水で約100人分のシャワーを提供できる。約15分で設営可能なため、迅速な展開が求められる災害現場などでの利用に適している。

### WOSH
「WOSH（ウォッシュ）」は、水道への接続が不要な水循環型手洗いスタンドである。内蔵された水を再生・循環させることで、少ない水量で多数回の手洗いを可能にする。商業施設、オフィス、飲食店など、多様な場所に設置されている。一部のモデルには、手洗い中にスマートフォンの表面を深紫外線（UV-C）で除菌する機能が搭載されている。

### 家庭用水循環システム
「WOTA Unit（ウォータ・ユニット）」の名称で開発が進められている、一世帯の生活排水全てを再生・循環させることを目的とした次世代製品である。風呂、キッチン、洗濯、トイレなどから出る全ての排水]を敷地内で処理し、日本の水道法が定める水質基準に準拠した水質に再生することを目指している。
このシステムの開発・量産化は、NEDOの「ディープテック・スタートアップ支援事業」に採択されており、2023年度から助成を受けて実証が進められている。

## 事業展開

### 災害支援活動
同社の事業において、災害支援活動は重要な位置を占める。2016年の熊本地震から2024年の能登半島地震に至るまで、日本で発生した大規模災害の多くで製品を活用した入浴・手洗い支援を行ってきた。これらの活動は、製品の有効性を実証すると同時に、過酷な環境下での運用データを得て製品改良に繋げる機会ともなっている。

### 公共・民間での展開
災害時利用だけでなく、平時からの公共施設や民間企業への導入も進めている。特に上下水道インフラの維持が財政的課題となっている地方自治体との連携に注力している。2025年7月には、自治体における分散型水循環システムの導入を金融面から支援する「Water 2040 Fund」の創設を発表した。これは、政府が「経済財政運営と改革の基本方針2025」（骨太の方針）で「上下水道の分散型システムの早期実用化」を掲げた政策的背景も後押しとなっている。

### 海外展開
創業当初よりグローバルな水問題解決を視野に入れており、海外展開も進めている。2022年3月にはカリブ海の島嶼国であるアンティグア・バーブーダ政府と、同国の水問題解決に向けた検討に関する基本合意書を締結した。報道によれば、同地域での実証事業が計画されているほか、中東の乾燥地帯などからも関心が寄せられている。NEDOの助成事業においても「島嶼国、先進国乾燥地域」での海外技術実証が計画に含まれている。

## 経営体制
グローバルな製造業として成長するため、各分野の専門家を経営陣に登用している。
- 前田瑶介（代表取締役 兼 CEO） - 創業者[1]。
- 孫泰蔵（社外取締役） - 連続起業家・ベンチャー投資家[1]。
- 山田喜彦（社外取締役） - 元パナソニック副社長、元テスラバイスプレジデント[1]。

## 主な受賞歴
- 2020年 - グッドデザイン賞 グッドデザイン大賞（内閣総理大臣賞） - 「WOTA BOX」[5]
- 2021年 - アースショット賞 ファイナリスト選出（廃棄物のない世界の創成 部門）[6]